# 2002
2002 fou un any normal, començat en dimarts segons el calendari gregorià.

## Esdeveniments
Països Catalans
- 1 de gener, Europa: Es posen en circulació les monedes i bitllets d’euro (€), en onze de quinze països de la Unió Europea que ratificaren el Tractat de Schengen.
- 15 de febrer, Granollers: S'inaugura el complex del Teatre Auditori de Granollers.[1]
- 1 de març, Espanya: Les monedes i bitllets de pesseta hi deixen de circular: l'euro n'és l'única moneda de curs legal.
- 5 de maig, Màlaga: El València CF es proclama matemàticament campió de lliga en guanyar per 0:2 front el Málaga CF.
- juny: Es crea la Comissió de la Dignitat amb l'objectiu principal d'aconseguir el retorn als seus legítims propietaris de la documentació confiscada pel règim franquista.
- 16 de juny, Ciutat del Vaticà: Pare Pius està canonitzat per l'Església Catòlica Romana.[2]
- 17 de juny, Barcelona: s'hi publica la "Gramàtica del català contemporani", dirigida per Joan Solà.
- 23 d'octubre, Moscou, Rússia: Un grup de guerrillers txetxens prenen més de 800 espectadors d'ostatges al Teatre Dubrovka.[3]
- 22 de novembre, Vila-seca: Josep Carreras i Coll inaugura l'auditori del Conservatori de Música de Vila-seca
- 5 de desembre, els Hostalets de Pierola, Anoia: un grup de paleontòlegs de l'Institut Paleontològic Miquel Crusafont, dirigits per Salvador Moyà-Solà, hi troben els primers ossos del Pau, el Pierolapithecus catalaunicus.
- 11 de setembre, Barcelona: Lluís Maria Xirinacs, en un acte reivindicatiu al Fossar de les Moreres, fa un polèmic discurs pel qual el 25 d'octubre del 2005 serà detingut.
- 11 de setembre: El lloc web de la Generalitat de Catalunya adopta el domini .net.[4]

Resta del món
- 3 de març, Suïssa: els votants accepten en referèndum l'entrada d'aquest país a l'ONU.[5]
- 26 d'abril, Vitòria, País Basc: Inauguració d’ARTIUM, institució museística amb seu a Vitòria.
- 6 de maig, Hilversum, Holanda del Nord: l'assassinat de Pim Fortuyn a trets commociona el país.
- 1 de juliol, Owingen, Baden-Württemberg, Alemanya: el xoc entre un Boeing 757 de càrrega i un Tupolev 154 belarús de passatgers que feia el trajecte Moscou-Barcelona hi causa més de 140 morts.[6]
- 17 de juliol, illot de Perejil: l'ocupa un escamot de l'exèrcit espanyol, que no l'abandonarà fins al dia 20.[7]
- 2 d'agost, districte de Chitral, Pakistan: El zoòleg Jordi Magraner fou trobat degollat a casa seva.[8]
- 2 de setembre, Strépy-Bracquegnies, Bèlgica: Obertura de l'ascensor naval de Strépy-Thieu, el més llarg del món.
- 9 de setembre, publicació del videojoc Emperor: Rise of the Middle Kingdom
- 13 de novembre, costes de Fisterra: Comença a enfonsar-se el petrolier Prestige, que causaria una marea negra catàstrofica a la costa de Galícia.[9]
- S'estrena la pel·lícula El bonaerense
- Estrena de la pel·lícula The Biggest Fan
- Estrena a l'Argentina de la pel·lícula Bahía mágica
- Fundació de Foodwatch, organització alemanya centrada en la protecció dels drets del consumidors i la qualitat dels aliments.

### Premis Nobel
| Camp                  | Guardonats                                                 |
| --------------------- | ---------------------------------------------------------- |
| Física                | - Raymond Davis Jr - Masatoshi Koshiba - Riccardo Giacconi |
| Química               | - John Bennett Fenn - Koichi Tanaka - Kurt Wüthrich        |
| Medicina o Fisiologia | - Sydney Brenner - H. Robert Horvitz - John E. Sulston     |
| Literatura            | - Imre Kertész                                             |
| Pau                   | - Jimmy Carter                                             |
| Economia              | - Daniel Kaheman - Vernon L. Smith                         |

## Naixements
Països Catalans
Resta del món
- 21 de maig, Sevilla: Elena Huelva Palomo, activista contra el càncer, influencer i escriptora espanyola.
- 23 de desembre, Vancouver: Finn Wolfhard, actor i cantant canadenc.

## Necrològiques
Països Catalans
- 20 de gener, Puigverd d'Agramunt: Dolors Piera i Llobera, mestra i sindicalista catalana (n. 1910).[10]
- 21 de gener, Madrid: Adolfo Marsillach i Soriano, actor, autor dramàtic, director de teatre i escriptor català (n. 1928).
- 24 de gener, Barcelonaː Teresa Condeminas i Soler, pintora classicista-noucentista catalana (n.1905).[11]
- 14 de febrer, Barcelona: Domènec Balmanya i Perera, futbolista català (87 anys).
- 14 de març, Barcelona: Enric Freixa i Pedrals, enginyer industrial català (n. 1911).
- 27 d'abril, Sant Feliu de Guíxols, Baix Empordà: Hans Heinrich Thyssen-Bornemisza, industrial i col·leccionista d'art alemany (n. 1921).[12]
- 7 de maig, Barcelona: Xavier Montsalvatge i Bassols, compositor català (n. 1912).[13]
- 12 de maig, Eivissa: Marià Villangómez Llobet, poeta, narrador, traductor i dramaturg eivissenc (n. 1913).[14]
- 16 de maig, Valènciaː Matilde Llòria, poeta valenciana que desenvolupà la seua obra en català, castellà i gallec (n. 1912).[15]
- 31 de maig, Vila-sacra, Alt Empordà: Maria Josepa Arnall i Juan, investigadora i professora catalana (n. 1948).
- 2 de juny, Picassent, Horta Sud: José María Cervera Lloret, compositor, director d'orquestra i pedagog de la música valencià (92 anys).
- 24 de juny, Manresa: Maria Noguera Puig, esmaltadora i pintora catalana (n. 1906).[16]
- 7 d'agost, Sitges, Garraf: Lina Richarte i Corretgé, soprano catalana (n. 1921).[17]
- 13 d'agost, Barcelona: Teresa Aubach i Guiu, historiadora i professora universitària catalana (n. 1930).[18]
- 8 de setembre, Arenys de Mar: Mireia Casas i Albiach, regatista catalana (n. 1969).[19]
- 27 de setembre, Terrassa: Anna Murià i Romaní, escriptora, traductora i periodista catalana.[20]
- 26 d'octubre, València: Alfons Cucó i Giner, professor i polític valencià (61 anys).
- 28 de desembre, L'Escala, Alt Empordà: Emília Xargay i Pagès, pintora, ceramista i escultora catalana (n. 1927).[21]

Resta del món
- 1 de gener, Estocolm: Astrid Sampe, dissenyadora tèxtil sueca (n. 1909).[22]
- 8 de gener, Moscou (Rússia): Aleksandr Mikhàilovitx Prókhorov, físic rus, Premi Nobel de Física de l'any 1964 (n. 1916).

- 17 de gener, Madrid, Espanya: Camilo José Cela Trulock, escriptor i Premi Nobel de Literatura el 1989 (n. 1916).
- 21 de gener, Los Angeles, Califòrnia: Peggy Lee, cantant estatunidenca de jazz i música popular, compositora i actriu (n. 1920).[23]
- 23 de gener, Denguin, Occitània: Pierre Bourdieu, sociòleg francès (n. 1930)
- 28 de gener, Estocolm, Suècia: Astrid Lindgren, escriptora sueca, creadora de Pippi Långstrump (n. 1907).[24]
- 30 de gener, Nova York: Inge Morath, fotògrafa americana (nascuda austríaca) que va treballar a l'Agència Magnum (n. 1923).[25]
- 1 de febrer, Berlín: Hildegard Knef, actriu alemanya, dobladora, cantant (n.1925).[26]
- 6 de febrer, Cambridge (Anglaterra): Max Ferdinand Perutz, químic britànic d'origen austríac, Premi Nobel de Química de l'any 1962 (n. 1914).[27]
- 8 de febrer, Sankt Moritz: Elisabeth Mann Borgese, experta internacional en dret i polítiques marítimes i en la protecció del medi ambient.[28]
- 26 de febrer, Ballycastle: Helen Megaw, mineralogista irlandesa que contribuí al desenvolupament de la cristal·lografia de raigs X (n. 1907).[29]
- 4 de març, París: Ugné Karvelis, editora, escriptora, crítica literària, traductora i diplomàtica lituana a la UNESCO (n. 1935).[30]
- 17 de març, Unterhaching, Alemanyaː Luise Rinser, escriptora alemanya (n. 1911).[31]
- 18 de març, Viena, Àustria: Gösta Winbergh (58 anys).
- 30 de març, Windsor, Berkshire: Elisabet Bowes-Lyon, reina d'Anglaterra (n. 1900).[32]
- 7 d'abril, Amsterdam, Països Baixos: Conny Vandenbos, cantant neerlandesa (65 anys).
- 18 d'abril, Larvik (Noruega): Thor Heyerdahl, explorador noruec (n. 1914).[33]
- 21 d'abril, Verviers, Bèlgica: Pierre Rapsat, cantautor.
- 22 d'abril, Màlaga: Mercedes Formica, jurista, novel·lista i assagista espanyola que lluità pels drets de la dona a Espanya (n. 1913).[34]
- 27 d'abril, Century City, Califòrnia: Ruth Handler, empresària estatunidenca, creadora de la nina Barbie (n. 1916).[35]
- 2 de maig, Torrelaguna: Rosa García Ascot, compositora i pianista espanyola, membre del Grup dels vuit (n. 1902).[36]
- 20 de maig, Nova York, EUA: Stephen Jay Gould, paleontòleg i divulgador científic estatunidenc (60 anys).
- 21 de maig, San Diego, Califòrnia: Niki de Saint Phalle, escultora, pintora i cineasta francesa (n. 1930).[37]
- 3 de juny, Rio de Janeiro: Isabel Pons i Iranzo, dissenyadora, il·lustradora, pintora i professora catalano-brasilera (n. 1912).[38]
- 5 de juny, Los Angeles, Califòrnia, EUA: Douglas Colvin, conegut com a Dee Dee Ramone, músic de rock estatunidenc, baixista del grup The Ramones (49 anys).[39]
- 7 de juny, Sant Sebastià, Espanya: Francisco Escudero García de Goizueta va ser un compositor basc (n. 1912).[40]
- 9 de juny, l'Havana: Elena Burke, important cantant cubana de boleros i balades (n. 1928).[41]
- 29 de juny, Beverly Hills, California, (EUA): Rosemary Clooney, cantant i actriu estatunidenca (n. 1928).[42]
- 2 de juliol, París, Illa de França: Jean-Yves Daniel-Lesur, compositorfrancès (n. 1908).[43]
- 12 de juliol, Madrid: Josefina de la Torre, poeta i novel·lista de la Generació del 27, cantant lírica i actriu espanyola (n. 1907).[44]
- 22 de juliol, Gaza, Palestina: Salah Shehadeh, líder de Hamàs (m. 1953).[45]
- 25 de juliol, el Caire: Abd-ar-Rahman Badawí, existencialista, professor de filosofia, escriptor i poeta egipci.
- 28 de juliol, Llangarron (Anglaterra): Archer John Porter Martin, químic anglès, Premi Nobel de Química de 1952 (n. 1910).[46]
- 31 de juliol, Xangai: Pauline Chan Bo-Lin, actriu de cinema.
- 2 d'agost, Nepi, Laci (Itàlia)ː Magda László, soprano especialista en òperes del segle xx (n. 1912).[47]
- 19 d'agost, Sant Sebastià, País Basc: Eduardo Chillida Juantegui, escultor basc (n. 1924).
- 31 d'agost:
  - , Nova York: Lionel Hampton, vibrafonista, pianista, bateria, cantant i director estatunidenc de blues (n. 1908).[48]
  - - Canterbury (Anglaterra): George Porter, químic anglès, Premi Nobel de Química de l'any 1967 (n. 1920).[49]
- 20 de setembre, París: Joan Littlewood, directora de teatre anglesa (n. 1914).[50]
- 29 de setembre, Giuliana Cavaglieri Tesoro, química orgànica i inventora, que desenvolupà els teixits ignífugs (n. 1921).[51]
- 12 d'octubre, La Romana, Rep. Dominicana: Audrey Mestre, bussejadora francesa.[52]
- 17 d'octubre, Honolulu, Hawaii: Aileen Riggin, saltadora i nedadora estatunidenca, medallista olímpica (n. 1906).[53]
- 8 de novembre, Boulogne-Billancourt, França: Zoé Oldenbourg, historiadora i novel·lista (n. 1916).

- 20 de novembre, Bad Ragaz, Sankt Gallen, Suïssa: Niddy Impekoven, coreògrafa i ballarina alemanya.
- 22 de desembre, Somerset, Anglaterra: John Graham Mellor, conegut com a Joe Strummer, cofundador, compositor, cantant i guitarrista de la banda punk britànica The Clash (n. 1952).[54]